# Fredrik Söderström
Fredrik Söderström (* 30. Januar 1973 in Ludvika) ist ein ehemaliger schwedischer Fußballspieler. Zwischen 1998 und 2002 war er schwedischer Nationalspieler.

## Laufbahn

### Vereinskarriere
Söderström begann mit dem Fußballspielen bei Östansbo IS. 1992 ging er zu IK Brage und stieg mit dem Klub am Ende der Spielzeit in die Allsvenskan auf. Zwar musste der Klub direkt wieder absteigen, aber Söderström blieb bei dem Verein.
1996 verließ Söderström Schweden und ging zum portugiesischen Klub Vitória Guimarães in die SuperLiga. Dort spielte er fünf Jahre, ehe er 2001 vom FC Porto verpflichtet wurde. In der Spielzeit 2002/03 spielte er bei Standard Lüttich und kehrte anschließend zurück nach Portugal. Allerdings wurde er vom FC Porto weiter verliehen. Seine nächsten Stationen waren Sporting Braga und CF Estrela Amadora. 
2005 wechselte er zum FC Córdoba in die Segunda División B. Von dort wurde er an UD Lanzarote verliehen. Im Anschluss des Leihgeschäftes wurde er fest von Lanzarote verpflichtet. Ein Jahr später zog es ihn allerdings wieder in seine Heimat zu Hammarby IF. Dort beendete er seine Karriere im Jahr 2010.

### Nationalmannschaft
Am 2. Juni 1998 debütierte Söderström in der schwedischen Nationalmannschaft, als die Mannschaft durch ein Tor von Kennet Andersson gegen Italien mit 1:0 gewann. Fortan kam er zu sehr unregelmäßigen Einsätzen; sein nächstes Länderspiel bestritt er erst im Folgejahr. Am 27. Mai 1999 wurde er beim 2:1-Erfolg über Jamaika in der Halbzeitpause für Freddie Ljungberg eingewechselt. Bis zu seinem dritten Einsatz wartete er sogar noch länger; am 15. August 2001 stand er beim 3:0-Erfolg über Südafrika in der Startelf. Der vierte Einsatz erfolgte am 10. November beim 1:1-Unentschieden im Old Trafford gegen England. Zu seinem letzten Einsatz im schwedischen Nationaljersey kam er am 27. März 2002; gegen die Schweiz wurde er in der Halbzeitpause für Jesper Blomqvist eingewechselt.